# Calling you (ドラマ)
『Calling you』（コーリング ユー）は、2005年に発売された戸田恵梨香初主演のDVD短編ドラマである。2005年の「ビクター・甲子園ポスター」キャンペーンで製作され、同年10月7日ビクターエンタテインメントより発売された。

## あらすじ
受験を控えた高校最後の夏休み。受験勉強に疲れた主人公エリカは、気づくと見知らぬ駅を降りてどこへ行くともなく歩いていた。そこが昔来たことのある、うたおばあちゃんの家の近くだと気づいたものの、さまよい歩くうちに海に出てしまった。ふと携帯電話の音が鳴り、見ると砂浜に携帯電話が落ちていた。その電話に出ると、相手は携帯電話の持ち主で地元の甲子園出場校の高校球児リュウであった。リュウは携帯電話をしばらく預かってほしいという。お互いのことを話すうち、心を通わす二人。そして、リュウが足の指を骨折していて、代打1打席しか試合に出られないこと、リュウの彼女がささいな誤解から別れたいといってきていることを知る。リュウと話すうちエリカはリュウを応援したいと思うようになっていた。そして、準々決勝の前日、エリカが子供の頃の初恋の相手が口にしていた「野球はチャンスのあとにチャンスなし」という言葉をリュウが口にした瞬間、その初恋の相手がリュウであったことを悟る。翌日の準々決勝、5-2で3点を追う9回裏ツーアウト満塁で、代打にリュウが登場した。左中間を破る長打を打つリュウ。同点になるかと思われたが、一塁手前で倒れるリュウ。骨折のため走れなかったリュウはタッチアウトになり負けてしまった。試合後、携帯電話からリュウを慰めるエリカ。二人は地元に戻ったら近くの神社で会うことを約束した。その夜、うたおばあちゃんから、浴衣をもらうエリカは、「チャンスの後にチャンスなし」という言葉をかみ締め、親の言う通りになんとなく大学に行こうと思っていた自分と決別し、看護師になりたいという夢を実現するため、大学を受験しないことを決心した。翌日、リュウの彼女に誤解を解くメールを送り、会う約束をした神社にリュウの携帯電話を残して立ち去るエリカ。新たな目標を胸に、夏休みを終えたエリカは家に帰るため電車に乗る。

## キャスト
- エリカ（演：戸田恵梨香）
- リュウ（演／声：大下源一郎）
- アリサ（演／声：仲程仁美）
- リュウの母（演／声：渡辺杉枝）
- 実況アナウンサー（演／声：山田透）
- 解説者（演：五尾上太郎）
- 釣師（演：流川広司）
- 野球少年1（演：五十嵐真人）
- 野球少年2（演：小室紘輝）
- うたおばあちゃん（演：草村礼子）

## スタッフ
- 監督：片岡K
- 企画：相原裕美
- 脚本：岡本貴也
- 音楽：吉川忠英
- 撮影：須田昌弘
- プロデューサー：佐藤央、大川博史、宇野麻美子